# اچ‌تی‌سی سنس

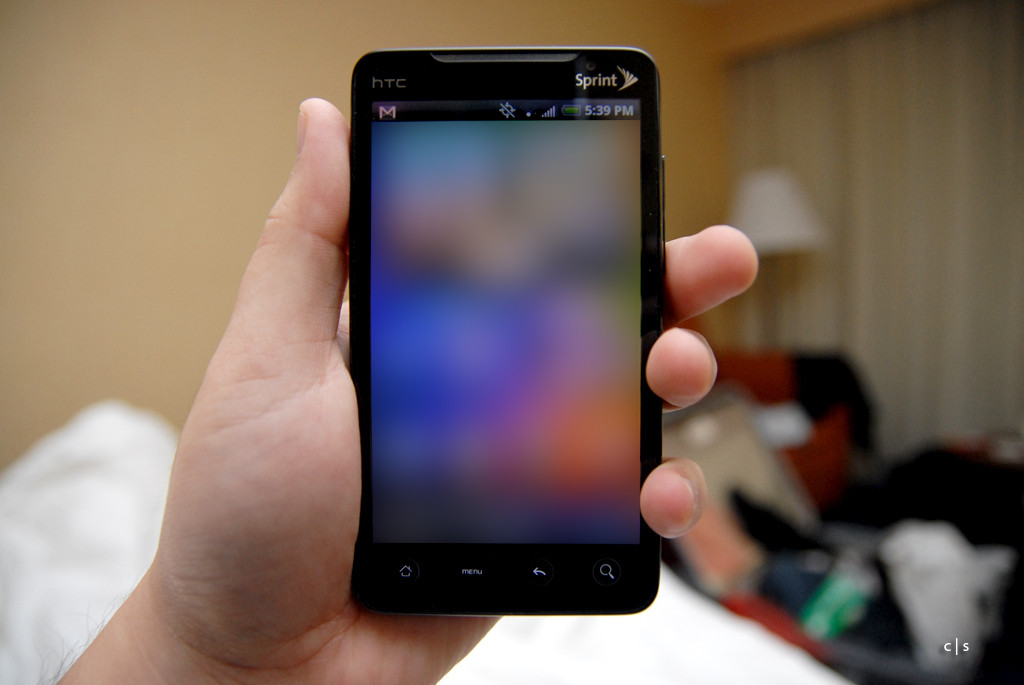
ظاهر اچ‌تی‌سی سنس

اچ‌تی‌سی سِنس (به انگلیسی: HTC Sense) یک واسط گرافیکی کاربر است که توسط اچ‌تی‌سی برای سیستم عاملهای تلفن همراه خود نظیر اندروید، بی‌آرای‌دبلیو و ویندوز موبایل نصب و توسعه داده می‌شود.